# Kars
Kars es una ciudad de Turquía situada en el noreste del país, capital de la provincia homónima de Kars. En el año 2012 tenía una población de 78 100 habitantes.

## Toponimia
El topónimo en turco es Kars, en azerí Qars, en kurdo Qers, en armenio Կարս o Ղարս (Ghars) y en georgiano ყარსი (Karsi).

## Etimología
El origen del topónimo "Kars" según algunas fuentes derivaría de la palabra georgiana კარი (kari), que significa 'la puerta', mientras que otras fuentes afirman que procede de la palabra armenia հարս (hars), que es una palabra etimológicamente popular para la novia, o más bien de կառուց բերդ (kaṛuts berd), 'fortaleza Kaṛuts'. La etimología georgiana, junto con una turca ofrecida por M. Fahrettin Kırzıoğlu (de que el nombre provendría de Karsak, una tribu turca), ha sido criticada por algunos estudiosos.

## Historia

### Periodo medieval
Poco se sabe de la historia temprana de Kars más allá del hecho de que tenía su propia dinastía de gobernantes de Armenia y que fue la capital de una región conocida como Vanand. Como Chorzene, la ciudad aparece en la historiografía romana (Estrabón) como parte de la antigua Armenia. Los historiadores armenios medievales se refirieron a la ciudad con una variedad de nombres, como Karuts 'K'aghak (ciudad de Kars), Karuts Berd, Amrots'n Karuts (que significa también 'fortaleza Kars') y Amurn Karuts ('Impenetrable Kars') En algún momento en el siglo IX (al menos ya desde 888) se convirtió en parte del territorio de los Bagratunis armenios. Kars fue la capital del reino de la Armenia bagrátida entre 928 y 961. Durante este período se construyó la catedral de la ciudad, más tarde conocida como Iglesia de los Santos Apóstoles.
En 963, poco después de que la sede de los Bagratuni fuese trasladada a Ani, Kars se convirtió en la capital de un reino independiente separado, de nuevo llamado Vanand. El grado de independencia real del reino de Ani es incierto: estuvo siempre en poder de familiares de los gobernantes de Ani, y, después de la toma de Ani por el Imperio bizantino en 1045, el título Bagratuni de «Rey de Reyes» que mantenían los gobernantes de Ani fue trasferido al gobernante de Kars. En 1064, justo después de la toma de Ani por Alp Arslan (rey de los turcos selyúcidas), el rey armenio de Kars, Gagik-Abas, pago homenaje a los victoriosos turcos , por lo que no sitiaron la ciudad. En 1065 Gagik-Abas cedió el control de Kars al Imperio bizantino, pero poco después Kars fue tomada por los turcos selyúcidas.

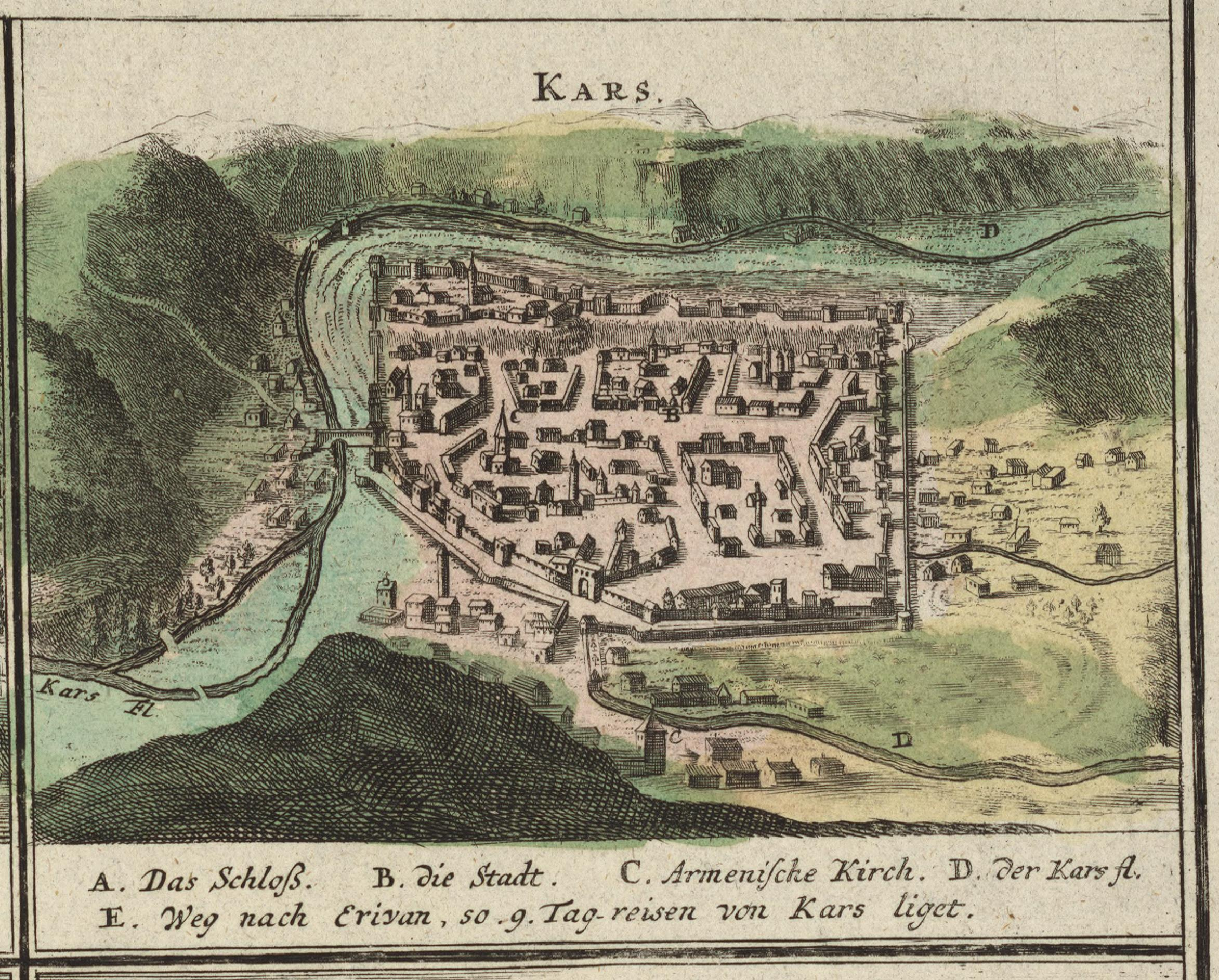
Kars en el

En 1206-1207 la ciudad fue capturada por los georgianos y dada a la misma familia Zakarid que había gobernado Ani. Conservaron el control de Kars hasta finales del 1230, después de lo cual tuvo gobernantes turcos. En 1387 la ciudad se rindió a Tamerlán y sus fortificaciones fueron arrasadas. Los beyliks anatolios siguieron al frente de la ciudad hasta 1534, cuando el ejército otomano la capturó. Las fortificaciones de la ciudad fueron reconstruidas por el sultán otomano Murad III y fueron lo suficientemente fuertes como para resistir, en 1731, un asedio de Nadir Shah de Persia. Se convirtió en cabeza de un sanjacado en el otomano vilayato de Erzurum.

### Administración rusa

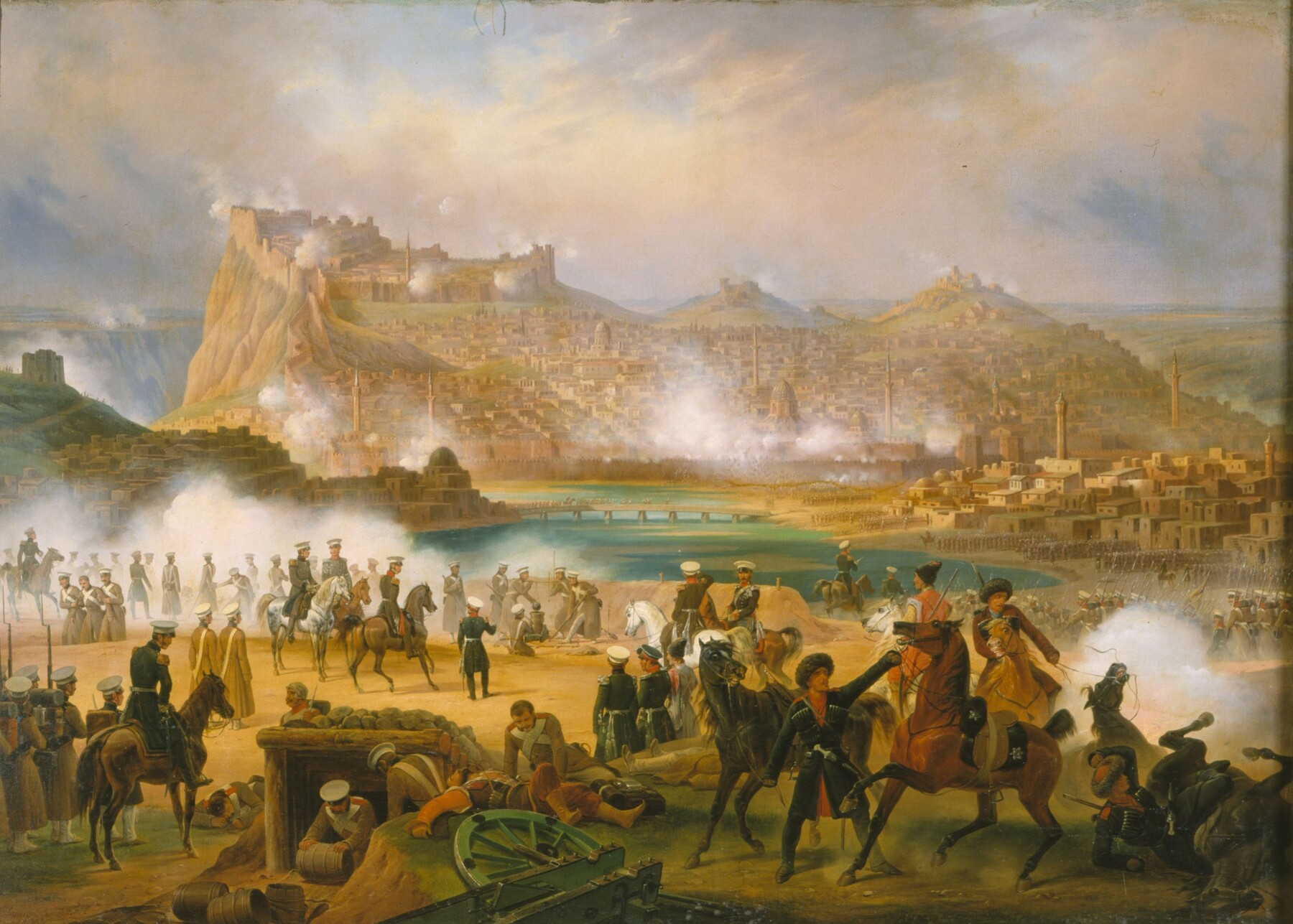
El asedio ruso de 1828 de Kars (pintor January Suchodolski)..

En 1807 Kars resistió con éxito un ataque del Imperio ruso. Después de otro sitio en 1828 la ciudad se rindió el 23 de junio de 1828 al general ruso conde Ivan Paskevich, y 11 000 hombres fueron hechos prisioneros de guerra. A pesar de que más tarde regresó a control otomano, la nueva frontera entre el Imperio otomano y Rusia quedó entonces mucho más cerca de Kars. Durante la guerra de Crimea una guarnición otomana liderada por oficiales británicos, entre ellos el general William Fenwick Williams, mantuvo a los rusos a raya durante un asedio prolongado; pero después, cuando la guarnición fue devastada por el cólera y el suministro de alimentos se había agotado, la ciudad se rindió al general Mouravieff en noviembre de 1855.
El castillo de Kars fue asaltado de nuevo por los rusos en la batalla de Kars durante la guerra ruso-turca (1877-1878), a las órdenes de los generales Loris-Melikov y Ivan Lazarev. Después de la guerra, Kars fue trasferido al Imperio ruso por el Tratado de San Stefano. Kars se convirtió en la capital del óblast de Kars (provincia), que comprende los distritos de Kars, Ardahan, Kaghisman y Oltu, que era la extensión más suroriental de la Transcaucasia rusa.
De 1878 a 1881 más de 82 000 musulmanes del territorio anteriormente controlado por los otomanos emigraron al restante Imperio otomano. Entre ellos había más de 11 000 personas de la ciudad de Kars. Al mismo tiempo, muchos armenios y griegos pónticos (en este caso por lo general llamados griegos del Cáucaso) emigraron a la región desde el Imperio otomano y otras regiones de Transcaucasia. Según los datos del censo de Rusia, en 1897, los armenios eran el 49,7 %, rusos el 26,3 %, griegos caucásicos el 11,7 %, polacos el 5,3 % y turcos el 3,8 %.

### Primera Guerra Mundial

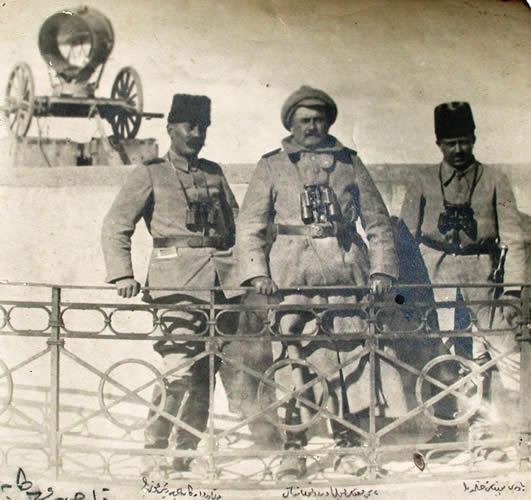
Kâzım Karabekir en Kars en 1918

Rusia renunció a Kars, Ardahan y Batum por el Tratado de Brest-Litovsk el 3 de marzo de 1918. Los turcos recuperaron Kars el 25 de abril, y en la zona se estableció la República Suroccidental del Cáucaso, pero cuando se produjo el armisticio de Mudros (30 de octubre de 1918) se obligó la retirada del ejército otomano a las fronteras de 1914. Los británicos ocuparon Batum pero los otomanos se negaban a retirarse de Kars y su gobernador militar constituyó un gobierno provisional dirigido por Fahrettin Pirioğlu que reclamó la soberanía sobre Kars y las regiones turcófonas y musulmanas vecinas hasta Batum y Gumru). El gobierno interino turco se sostuvo en la ciudad de Kars hasta la llegada de las tropas británicas que lo disolvieron (19 de abril) enviando a sus líderes al exilio a Malta.
La Guerra turco-armenia entre septiembre y diciembre de 1920, y la caída de la Primera República originó el Tratado de Gümrü firmado por los representantes de Armenia y Turquía el 2 de diciembre de 1920, de acuerdo con el cual Armenia debía ceder todos los territorios que le habían sido concedidos por el fallido proyecto del Tratado de Sevres, nunca ratificado, incluido Kars.
Después de Guerra de Independencia Turca, Turquía firmó el Tratado de Kars (23 de octubre de 1921) con la Unión Soviética por el cual Turquía se comprometía a abandonar sus reclamaciones acerca de Batum a cambio de su soberanía sobre Kars y Ardahan. Las fronteras establecidas por el tratado de Kars, no son de ningún modo aceptadas por los sectores armenios más nacionalistas, muchos de los cuales todavía consideran el tratado de Sevres como la base para una resolución del conflicto turco armenio. El gobierno de Armenia hasta el día de hoy no reconoce oficialmente la frontera actual aun cuando sigue vigente el Tratado de Kars.
En la ciudad de Kars se centra la trama de la novela Nieve (2002) del premio Nobel de literatura turco Orhan Pamuk.

## Ciudadela de Kars

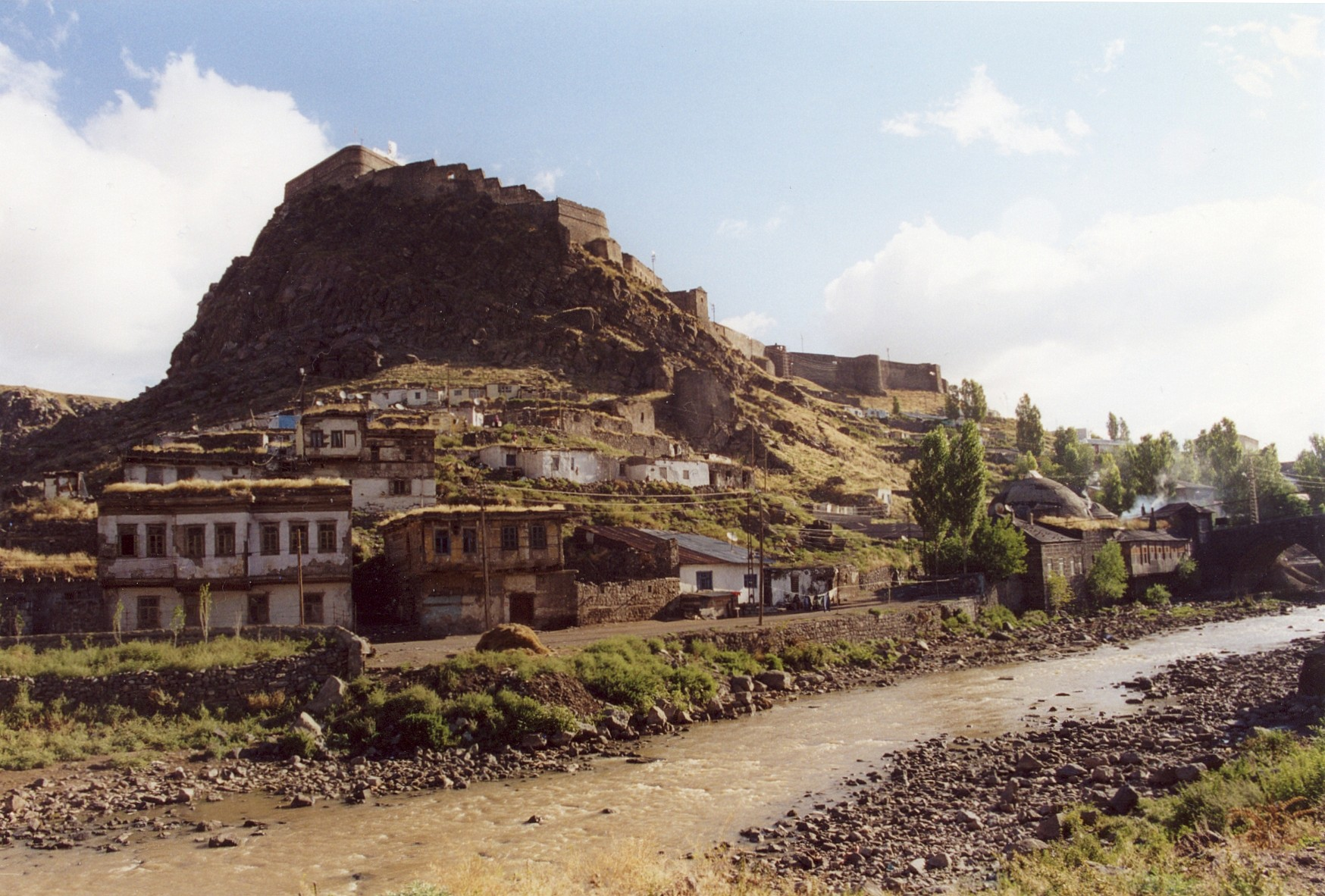
Ciudadela de Kars

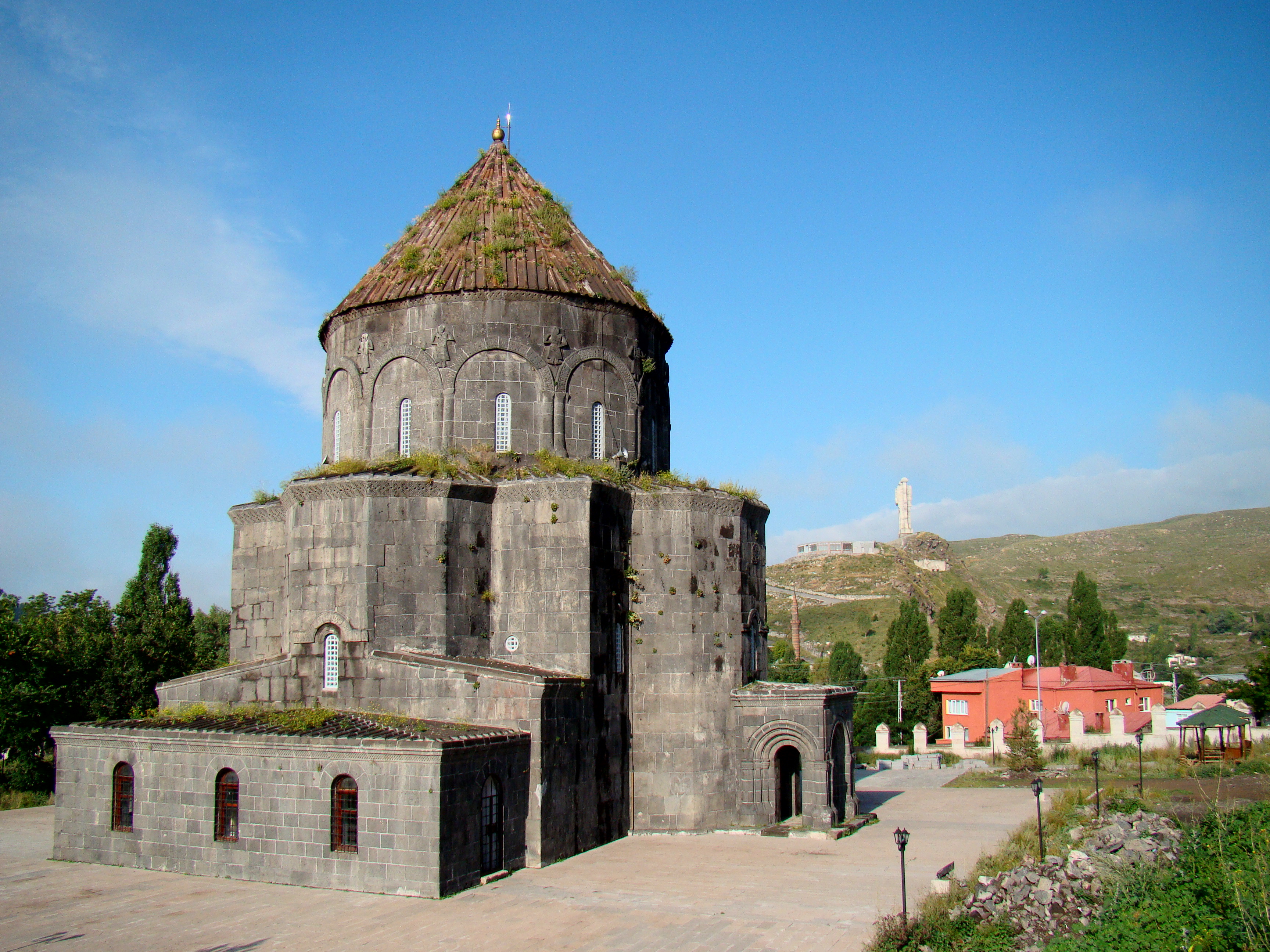
Catedral de Kars, o iglesia de los Apóstoles.

Siendo una ciudad con influencias de las culturas armenia, turca, rusa y del Cáucaso, que confluyen en la zona, los edificios de Kars son por tanto de una gran variedad de estilos arquitectónicos. Kars Kalesi, la ciudadela situada en una loma que contempla la actual ciudad de Kars, parece haber sido construido por el sultán otomano Murad III durante la guerra con Persia, a finales del siglo XVI. Al pie de la pequeña meseta se halla la catedral de San Arak'elots, o iglesia de los Apóstoles, ahora un museo. Edificada en el siglo X durante el reinado del rey Abas de la dinastía armenia de los Bagrátidas, posee una bóveda dividida en cuatro partes elevada sobre una base cuadrada con cuatro ábsides. El tímpano de la cúpula presenta pinturas de los Doce Apóstoles y la cúpula está cubierta por una azotea cónica.

## Demografía
Evolución de la población: 8672 hab. (1878); 20 891 hab. (1897), 54 000 hab. (1970).

## Clima
Kars tiene un clima continental húmedo (según la clasificación climática de Köppen Dfb) con una diferencia significativa entre las temperaturas de verano e invierno, así como las temperaturas diurnas y nocturnas, debido a su ubicación lejos de grandes masas de agua, su alta elevación y relativamente alta latitud, siendo en donde la meseta de la Anatolia Oriental converge con el Cáucaso Menor. Los veranos son generalmente breves y cálido con noches frescas. La temperatura máxima del promedio en agosto es de 26 °C (79 °F). Los inviernos son muy fríos. La temperatura media baja enero es -16 °C (3 °F). Sin embargo, las temperaturas pueden caer en picado a -35 °C (-31,0 °F) durante los meses de invierno. Nieva mucho en invierno, permaneciendo durante un promedio de cuatro meses en la ciudad. Debido a su ubicación geográfica de la ciudad en la provincia, que tiene un clima levemente más suave en comparación con la región circundante. Algunas colinas y picos en la provincia, especialmente alrededor de la región Sarıkamış, son del clima Subártico (Clasificación climática de Köppen Dfc) debido a la elevación más alta de la región. Tanto los veranos y los inviernos son más fríos en esta zona, con temperaturas invernales llegar a -40 °C (-40 °F) con más regularidad.
| Parámetros climáticos promedio de Kars | Parámetros climáticos promedio de Kars | Parámetros climáticos promedio de Kars | Parámetros climáticos promedio de Kars | Parámetros climáticos promedio de Kars | Parámetros climáticos promedio de Kars | Parámetros climáticos promedio de Kars | Parámetros climáticos promedio de Kars | Parámetros climáticos promedio de Kars | Parámetros climáticos promedio de Kars | Parámetros climáticos promedio de Kars | Parámetros climáticos promedio de Kars | Parámetros climáticos promedio de Kars | Parámetros climáticos promedio de Kars |
| Mes                                    | Ene.                                   | Feb.                                   | Mar.                                   | Abr.                                   | May.                                   | Jun.                                   | Jul.                                   | Ago.                                   | Sep.                                   | Oct.                                   | Nov.                                   | Dic.                                   | Anual                                  |
| -------------------------------------- | -------------------------------------- | -------------------------------------- | -------------------------------------- | -------------------------------------- | -------------------------------------- | -------------------------------------- | -------------------------------------- | -------------------------------------- | -------------------------------------- | -------------------------------------- | -------------------------------------- | -------------------------------------- | -------------------------------------- |
| Temp. máx. abs. (°C)                   | 8.4                                    | 12.0                                   | 18.8                                   | 25.0                                   | 27.0                                   | 31.4                                   | 35.4                                   | 35.4                                   | 32.6                                   | 26.8                                   | 21.9                                   | 13.2                                   | 35.4                                   |
| Temp. máx. media (°C)                  | -4.7                                   | -2.9                                   | 3.1                                    | 11.6                                   | 16.7                                   | 21.0                                   | 25.5                                   | 26.2                                   | 22.1                                   | 14.9                                   | 6.6                                    | -1.5                                   | 11.6                                   |
| Temp. mín. media (°C)                  | -16.0                                  | -14.7                                  | -7.8                                   | -0.2                                   | 3.9                                    | 6.7                                    | 9.9                                    | 9.8                                    | 5.4                                    | 0.6                                    | -4.8                                   | -6.5                                   | -1.6                                   |
| Temp. mín. abs. (°C)                   | -36.7                                  | -34.9                                  | -30.2                                  | -18.4                                  | -6.8                                   | -4.0                                   | 0.1                                    | -1.9                                   | -4.4                                   | -15.8                                  | -30.0                                  | -34.4                                  | -36.7                                  |
| Precipitación total (mm)               | 21                                     | 22                                     | 30                                     | 52                                     | 80                                     | 77                                     | 57                                     | 43                                     | 29                                     | 41                                     | 26                                     | 22                                     | 499                                    |
| Fuente: mgm.gov.tr                     |                                        |                                        |                                        |                                        |                                        |                                        |                                        |                                        |                                        |                                        |                                        |                                        |                                        |